# الجديدة (مجلة)
الجديدة هي شبكة أخبار دولية تستهدف بشكل أساسي الجمهور العربي وتنشر الأخبار باللغتين العربية والألمانية (ومع ذلك، قد يُترجم اسم المجلة حرفيًا بالنسبة للألمان إلى "Der Neue"). أسستها مؤسسة (IOT Media GmbH) في عام 2011 وهي شركة إعلامية مقرها في فيينا، بالنمسا. تنشط الشركة في مجال الإعلام السمعي والبصري والمطبوع والرقمي وتتعاون مع شركات إعلامية وطنية ودولية أخرى مثل هيئة الإذاعة والتلفزيون الألمانية دويتشه فيله. مجلة الجديدة هي أول مجلة إلكترونية نمساوية مخصصة للمرأة العربية.

## محتويات
تغطي المجلة الإلكترونية Aljadidah.com الأخبار التي تتراوح بين السياسة والاقتصاد والتكنولوجيا والأدب وقضايا المرأة والشباب من جميع أنحاء العالم، مع التركيز بشكل أساسي على المنطقة العربية. موقع الجديدة هو منتدى للآراء والنقاشات التعددية، يشرف عليه نخبة من الصحفيين ذوي الخبرة المهنية في المجال الإعلامي. بالإضافة إلى ذلك، تُنتج التقارير الإخبارية التلفزيونية على أساس أسبوعي في استوديوهات (IOT Media). تصدر طبعة غلاف مقوى من موقع "الجديدة" بشكل منتظم وتُوزع في المنظمات والمؤسسات السياسية والاقتصادية والثقافية الدولية في جميع أنحاء النمسا والعالم العربي.

## ارتباط
تدعم مجلة الجديدة مشروع (كوكب مايا MayaPlanet) الدولي لمكافحة المخدرات عبر الإنترنت، إلى جانب داعمين مشهورين آخرين مثل كوفي عنان، والدالاي لاما الرابع عشر، وإلتون جون.

## روابط خارجية
- الموقع الرسمي (باللغة العربية) - لم يعد يعمل
- الموقع الرسمي (بالألمانية) - لم يعد يعمل